# Vujnovići
Ne doit pas être confondu avec Vujinovići.
Vujnovići est une localité de Croatie située dans la municipalité de Vrbovsko, comitat de Primorje-Gorski Kotar. En 2001, la localité comptait 54 habitants.

## Démographie
| 1948 | 1953 | 1961 | 1971 | 1981 | 1991 | 2001 |
| ---- | ---- | ---- | ---- | ---- | ---- | ---- |
| 72   | 81   | 100  | 92   | 86   | 83   | 54   |